# ピーター・アースキン

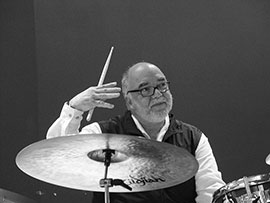
ピーター・アースキン（2014年）

ピーター・アースキン（Peter Erskine、1954年6月5日 - ）は、ジャズ及びフュージョンのドラム奏者、作曲家。ロサンゼルス在住。日本人女性と結婚し二児をもうけており、女優・作家のマヤ・アースキンは長女。甥にベーシストのダミアン・アースキンがいる。

## 来歴
1954年、アメリカ合衆国ニュー・ジャージー州ソマーズ・ポイント (Somers Point, New Jersey) において、ピーター・アースキンは精神科医の息子として生まれた。4歳のときドラム演奏を始め、ミシガン州の全寮制の芸術高校であるインターローシャン・アーツ・アカデミー (Interlochen Center for the Arts#Interlochen Arts Academy) を卒業後、インディアナ大学 (Indiana University Bloomington) でパーカッションを学ぶ。ジャズのサマーキャンプを経てジャズ界に進出した。
1972年、スタン・ケントン・オーケストラに加入してプロとしてのキャリアを始める。そのバンドで3年を経た後、メイナード・ファーガソンのバンドで2年間を過ごしている。1978年にはウェザー・リポートに加入して、ジャコ・パストリアスとリズム・セクションを担当する。ウェザー・リポートと、ジャコの「ワード・オブ・マウス・ビッグ・バンド」において4年を過ごし、5枚のアルバムを発表した後、ステップス・アヘッドに参加した。1983年、アンティルズ・レコード (Antilles Records) から発表された『Swingrass '83』にも参加した。
ピーターは、ミュージシャンとして活躍しているのみならず、南カリフォルニア大学のソーントン・スクール・オヴ・ミュージック (USC Thornton School of Music) の教授として教鞭も取るようになった。彼は1992年にバークリー音楽大学から名誉博士号を授与されている。1980年代後半には、日本コロムビアの主要レーベルのひとつであった「DENON」から複数のアルバムを発表しているが、その際に大学院生であったヴィンス・メンドーザを起用した。また「ECM」からもアルバムを発表するようになった。
ドラミング教育用著書として1998年には『The Drum Perspective』、2002年から2003年にかけては『Drumset Essentials, Vol. 1〜3』を出版するなど、後進育成のための活動も行っている。1995年には、自身のドラム音源をサンプラーやサンプリング・シンセサイザーなどで使えるようにした「サンプリング用ドラム音源CD」も発売し、レコーディング・スタジオで使われる音源としては使いやすく、様々なサウンドにマッチしたため好評だった。
そのほか、様々なアーティストのレコーディングに参加したりプロデュースを行っている。1993年と1994年にはスティーリー・ダンのツアーにも参加している。ピーターは、ケイト・ブッシュの2005年のアルバム『エアリアル』において大きくフィーチャーされているが、このアルバムでは、彼はベーシストのエバーハルト・ウェーバーとチームを組んで演奏している。他には、ダイアナ・クラール、イリアーヌ・イリアス、クィーン・ラティファ、リンダ・ロンシュタット、さらにはスコットランドやフィンランドのクラシックの交響楽団などとも共演している。2011年には、ロンドンのロイヤル・オペラ・ハウスで発表された新作オペラ『アンナ・ニコル』にも参加している。
ピーターのビッグ・バンドとボブ・ミンツァーのビッグ・バンドが共演した録音は、ドラムとドラミングを学ぶ多くの生徒達にとって、現代のビッグ・バンドにおけるジャズ・ファンク演奏の格好の研究対象となっている。

## ディスコグラフィ

### リーダー・アルバム
- 『ピーター・アースキン』 - Peter Erskine (1982年、Contemporary)
- 『カレント・イヴェンツ』 - Current Events (1986年、ECM) ※1985年9月録音 with ジョン・アバークロンビー、マーク・ジョンソン
- 『レイルロード』 - Railroad (1986年、Cryonic Inc.) ※with ジャン・ピエール・フーケ、マーク・ジョンソン
- 『トランジション』 - Transition (1987年、Denon) ※1986年10月録音
- 『ライヴ・イン・ボストン』 - John Abercrombie / Marc Johnson / Peter Erskine (1989年、ECM) ※1988年4月録音 with ジョン・アバークロンビー、マーク・ジョンソン
- 『モーション・ポエット』 - Motion Poet (1988年、Denon) ※1988年4月-5月録音
- 『オーロラ』 - Aurora (1989年、Denon) ※with Buell Neidlinger、Marty Krystall
- 『スター』 - StAR (1991年、ECM) ※with ヤン・ガルバレク、ミロスラフ・ヴィトウス
- 『スウィート・ソウル』 - Sweet Soul (1991年、Novus, Fuzzy Music)
- 『ユー・ネヴァー・ノウ』 - You Never Know (1993年、ECM) ※1992年7月録音
- Time Being (1994年、ECM) ※1993年11月録音
- From Kenton to Now (1995年、Fuzzy Music) ※with Richard Torres
- History of the Drum (1995年、Interworld)
- Traction Avant (1995年、Via Veneto) ※with アレッサンドロ・ガラティ、パレ・ダニエルソン
- 『アズ・イット・イズ』 - As It Is (1996年、ECM)
- Lava Jazz (1997年、Fuzzy Music) ※The Lounge Art Ensemble名義 with Bob Sheppard、Dave Carpenter
- Jason Salad! (1997年、Via Veneto) ※with Alessandro Galati、ジョン・パティトゥッチ、Bob Sheppard
- 『ジュニ』 - Juni (1999年、ECM) ※1997年7月録音 with パレ・ダニエルソン、ジョン・テイラー
- Relativity (1999年、Enja) ※with Marty Ehrlich、Mike Formanek
- Live at Rocco (2000年、Fuzzy Music) ※ライブ
- 『ザ・ハドソン・プロジェクト』 - The Hudson Project (2000年、Concord/Stretch) ※ザ・ハドソン・プロジェクト名義
- Side Man Blue (2001年、Fuzzy Music)
- E_L_B (2001年、ACT) ※with グエン・レ、ミッシェル・ベニータ
- Old School (2001年、MA Recordings) ※with Scott Colley
- Badlands (2002年、Fuzzy Music)
- Cologne (2003年、Fuzzy Music) ※with Bill Dobbins、John Goldsby
- Music For Moderns (2005年、Fuzzy Music) ※The Lounge Art Ensemble名義 with Bob Sheppard、Dave Carpenter
- Worth the Wait (2007年、Fuzzy Music) ※with ティム・ヘイゲンス（英語版）
- The Interlochen Concert (2010年、Fuzzy Music)
- Joy Luck (2011年、Fuzzy Music)
- 『ドクター・アム』 - Dr. Um (2015年、Fuzzy Music)
- 『セカンド・オピニオン』 - Second Opinion (2016年、Fuzzy Music)
- In Praise of Shadows (2016年、Fuzzy Music)
- On Call (2018年、Fuzzy Music) ※with Dr. Um Band

### 参加アルバム
ウェザー・リポート
- 『ミスター・ゴーン』 - Mr. Gone (1978年、Columbia)
- 『8:30』 - 8:30 (1979年、Columbia)
- 『ナイト・パッセージ』 - Night Passage (1980年、Columbia)
- 『ウェザー・リポート』 - Weather Report (1982年、Columbia)
- 『ディス・イズ・ディス』 - This Is This (1986年、Columbia)
- 『ライブ・アンド・アンリリースド』 - Live and Unreleased (2002年、Columbia)
- 『フォアキャスト・トゥモロウ』 - Forecast: Tomorrow (2006年、Columbia)

ワード・オブ・マウス・ビッグ・バンド
- 『ライヴ・イン・ニューヨーク：コンプリート1982 NPR ジャズ・アライヴ! レコーディング』 - Truth, Liberty & Soul (2017年、Resonance) ※1982年6月録音
- 『Twins I』および『Twins II』 (1982年、Warner-Pioneer) ※1982年9月録音
のち統合『インヴィテイション』 - Invitation (1983年、Warner Bros.)
のち改題『Twins I & II』(1999年、Warner Bros.)
のち改題『Twins I & II - Live In Japan 1982』(2007年、Warner Bros.)

ステップス・アヘッド
- 『パラドックス』 - Paradox - Live At Seventh Avenue South (1982年、Better Days) ※1981年9月録音
- 『ステップス・アヘッド』 - Steps Ahead (1983年、Elektra/Musician)
- 『モダン・タイムズ』 - Modern Times (1984年、Elektra/Musician)
- 『マグネティック』 - Magnetic (1986年、Elektra/Musician)

その他
- スタン・ケントン・オーケストラ : National Anthems Of The World (1972年、Creative World)
- メイナード・ファーガソン : 『征服者 ～ロッキーのテーマ』 - Conquistador (1977年、Columbia)
- メイナード・ファーガソン・オーケストラ : New Vintage (1977年、Columbia)
- メイナード・ファーガソン・オーケストラ : 『カーニバル』 - Carnival (1978年、Columbia)
- 渡辺香津美 : 『TO CHI KA』 - TO CHI KA (1980年、Better Days)
- Various Artists : Swingrass '83 (1983年、Antilles)
- 矢野顕子 : 『ウェルカムバック』 - Welcome Back (1989年、Midi)
- ゲイリー・バートン : 『リユニオン』 - Reunion (1990年、GRP)
- マンハッタン・ジャズ・クインテット : 『ファンキー・ストラット』 - Funky Strut (1991年、Sweet Basil)
- 渡辺貞夫 : 『スウィート・ディール』 - Sweet Deal (1991年、WEA)
- 渡辺貞夫 : 『ナイト・ウィズ・ストリングス』 - A Night with STtrings (1992年、WEA)
- 小曽根真 : 『ウォーク・アローン』 - Walk Alone (1992年、Victor)
- スティーリー・ダン : 『アライヴ・イン・アメリカ』 - Alive In America (1995年、Giant)
- アル・ディ・メオラ : 『インフィニット・デザイア』 - The Infinite Desire (1998年、Telarc)
- WDRビッグ・バンド・ケルン : Prism (1999年、Advance Music)
- サウンドトラック : The Cherry Orchard (1999年、Fuzzy Music)
- ケイト・ブッシュ : 『エアリアル』 - Aerial (2005年、EMI)
- アル・ディ・メオラ : 『ラジカル・ラプソディ』 - Pursuit of Radical Rhapsody (2011年、Telarc)
- 渡辺貞夫 : 『アイム・ウィズ・ユー』 - I'm with you (2014年、Victor)

CDブック
- The Drum Perspective (1998年) Hal Leonard, Inc. HL06620015
- Drumset Essentials, Vol. 1 (2002年) Alfred Publishing Co. 20622
- Drumset Essentials, Vol. 2 (2002年) Alfred Publishing Co. 20801
- Drumset Essentials, Vol. 3 (2003年) Alfred Publishing Co. 21464
- Time Awareness For All Musicians (2005年) Alfred Publishing Co. 24438

サンプリング CD
- Living Drums! (1995年、Sampleheads)

プロデュース
- ジョン・スコフィールド : 『ギタリストの肖像』 - Time on My Hands (1990年、Blue Note)
- アレックス・クライン・アンサンブル : Sparks Fly Upward (1999年、Cryptogramophone)

主なビデオグラフィ
- Stan Kenton Orchestra Live at the London Dorchester Hotel 1974
- Jaco Pastorius Live In Montreal 1982 Warner-Pioneer VAP(VPLR-70622) LD
- Steps Ahead Copenhagen Live 1983 994 Storyville Records SV6036
- Abercrombie/Brecker Qt. Live At The Village Vanguard 1986 Pioneer Artists LaserDisc PS-86-009
- Jazzvisions #7 Implosions 1986 NEC Avenue A88V-1007
- Peter Erskine Everything Is Timekeeping 1989 DCI-Warner Bros. VH047
- Peter Erskine Timekeeping 2 1990 DCI-Warner Bros. VH051
- Peter Erskine Trio Live at JazzBaltica 1993 Hudson Music HL00320282
- Zildjian (narration) Complete Cymbal Guide 1994 Warner Bros. VH0207
- Aronoff/Erskine/Smith/Weckl Developing A Groove 1995 Warner Bros. VH0301
- Hudson Project Live in New York City 1999 Hudson Music VDZAP01
- Evans Drum Heads Advantage 1999 D'Addario promotional
- Diana Krall "Live at the Montreal Jazz Festival" (DVD) Verve/Universal 2004
- Peter Erskine "The Erskine Method" (DVD + book) Alfred Publishing 2004
- Peter Erskine "Drumset Essentials Complete (DVD) Alfred Publishing 2005